# 福島城 (摂津国)
福島城（ふくしまじょう）は、摂津国西成郡福島（現在の大阪府大阪市福島区福島付近）にあった日本の城（平城）。福島砦ともいう。

## 概要
福島城があった福島は、中世初期の頃は大川尻（大川は淀川の上流部分）にあたる場所に形成された島だった。福島荘という荘園があり、福島村という村名も中世から見られる。福島は、西隣の野田村（西成郡鷺島荘の一部、現在の福島区野田付近）と共に、度々合戦の舞台となった。
享禄4年（1531年）3月、細川晴元と細川高国の争いの中で、高国方の浦上村宗が野田・福島に陣を敷いているが、この時、野田・福島に砦が築かれたとみられる。
元亀元年（1570年）7月、織田信長と対立する三好三人衆が野田・福島の砦の補強を行って立て籠もっており（野田・福島の戦い）、『細川両家記』には、堀を掘って壁を築き、櫓を建てるなどしたことが記される。また『信長公記』によると、野田・福島に籠城した三好三人衆方の軍勢は8,000人ほどだったといい、大規模な城砦が築かれていた様子がうかがえる。
この年の9月、福島城から東に4キロメートルの位置にある本願寺が織田軍への攻撃を開始し、また朝倉氏と浅井氏の軍勢が京都に侵攻したことを受けて、織田軍は野田・福島方面から退いた。しかし、天正4年（1576年）、福島城は織田軍の攻撃により、野田城ともども落城した。その後、野田・福島の地は天正6年（1578年）の木津川口の戦いなどで、織田方の陣地として利用されたとみられる。
慶長19年（1614年）の大坂冬の陣の際には、大坂方の大野道犬が福島の五分一に棚楼（井楼か）を築き、野田の新家を守ったという（『西成郡史』）。同年11月23日に、幕府軍の攻撃により新家が陥落し、福島も幕府方の手に落ちたとされる（野田・福島の戦い）。この時の大野道犬について、福島城に拠っていたともいわれる。
野田城については、「城ノ内」という字名が後世に残るなど、その所在地を知る手掛かりがあるが、福島城についてはそうしたものはなく、江戸時代末期に成立の『摂津名所図会大成』にも「其所詳ならず」と記されている。